# Теория феминизма
Теория феминизма — философский дискурс, направленный на выяснение природы гендерного неравенства. Исследует социальные роли, опыт, интересы, обязанности и политику в таких областях, как антропология и социология, коммуникации, медиа-исследования, психоанализ, литература, образование и философия.
Темы, изучаемые теорией феминизма, включают дискриминацию, объективацию (особенно сексуальную объективацию), угнетение и патриархат, а также стереотипы, историю искусства, современное искусство и эстетику.

## История
Первые исследования теории феминизма появились в конце XVIII века в таких публикациях, как «Защита прав женщины» Мэри Уоллстонкрафт, «Изменяющаяся женщина» и «Разве я не женщина», «Речь после ареста за незаконное голосование» и других. В 1851 году Соджорнер Трут обратилась к проблемам прав женщин в своей публикации «Разве я не женщина». После ареста за незаконное голосование Сьюзен Б. Энтони выступила в суде с речью, в которой она затронула языковые вопросы в рамках конституции, отраженные в её публикации «Речь после ареста за незаконное голосование» (1872). Энтони поставила под сомнение принципы конституции и её мужской язык. Она подняла вопрос о том, почему женщины несут ответственность за наказание по закону, но не могут использовать закон для собственной защиты. Она также раскритиковала конституцию за её язык с гендерным уклоном и задалась вопросом, почему женщины должны соблюдать законы, которые не упоминают женщин.
Гарвардский профессор Нэнси Котт проводит различие между современным феминизмом и его предшественниками, особенно борьбой за избирательное право. Она отмечает, что в США поворотный момент пришёлся на десятилетия до и после того, как женщины получили право голоса в 1920 году (1910—1930). Она утверждает, что предыдущее женское движение было борьбой за универсализм для женщин, тогда как за этот 20-летний период оно превратилось в движение за социальную дифференциацию и индивидуальность. Новые вопросы больше касались состояния в рамках социальной конструкции и гендерной идентичности. С политической точки зрения произошел переход феминисток от правых к левым.
Профессор Сюзан Кент считает, что снижение влияния феминизма в межвоенные годы произошло из-за патриархата по Фрейду. Британский психоаналитик Джульетта Митчелл считает такой подход чрезмерно упрощённым, поскольку теория Фрейда не полностью несовместима с феминизмом. Внимание учёных-феминисток сместилось от исследований происхождения семьи к анализу возникновения патриархата. В послевоенный период Симона де Бовуар выступила против образа «женщины в доме». Де Бовуар придала феминизму экзистенциалистское измерение в публикации Le Deuxième Sexe («Второй пол») в 1949 году. Лидер американских феминисток Бетти Фридан утверждает, что представление о неполноценности женщин это миф, изобретённый мужчинами, чтобы удерживать женщин в угнетённом состоянии. По её мнению, для женщин вопрос не в том, чтобы заявить о себе как о женщинах, а в том, чтобы стать полноценными людьми. По словам Торил Мой, «женщина определяет себя через то, как она живёт в своей конкретной ситуации». Следовательно, чтобы избежать роли другой, женщина должна вернуть себе субъектность.
Возрождение феминистского активизма в конце 1960-х сопровождалось появлением литературы, посвящённой защите окружающей среды. Это, в свою очередь, создало атмосферу, способствующую возрождению исследований и дебатов по вопросу о материнстве. Известные феминистки, такие как Эдриен Рич и Мэрилин Френч выступали против детерминизма, тогда как социалистические феминистки, таких как Эвелин Рид, указывали на связь засилья мужчин с капитализмом. Психологи-феминистки, такие как Джин Бейкер Миллер, стремились применить феминистский анализ к известным психологическим теориям, утверждая, что «проблема не в женщинах, а в том, как современная культура их трактует».
Известная феминистка и литературный критик Элейн Шоуолтер описывает несколько этапов развития теории феминизма. Первый она называет «феминистской критикой», рассматривающей литературные произведения с точки зрения феминизма. Вторым этапом Шоуолтер называет «гинокритику» — раздел литературной критики, разбирающий психодинамику женского творчества; лингвистику и проблему женского языка; траекторию индивидуальной или коллективной женской литературной карьеры в истории литературы. Последнюю фазу она называет «гендерной теорией», где исследуются «идеологическое воплощение и литературные эффекты, происходящие из различия пола / гендера». Эта модель подверглась критике со стороны вышеупомянутой Торила Мои, которая рассматривает её как эссенциалистскую и детерминистскую модель женской субъективности. Она также критикует теорию феминизма за то, что она не принимает во внимание положение женщин за пределами Запада. Начиная с 1970-х годов, решающее влияние на феминистскую теорию оказали психоаналитические идеи, возникшие в области французского феминизма. Феминистский психоанализ деконструировал фаллические гипотезы о бессознательном. Юлия Кристева, Браха Эттингер и Люси Иригарей разработали особые концепции, касающиеся бессознательных половых различий, женского начала и материнства, которые имеют большое значение для анализа кино и литературы.

## Дисциплины
Эксперты часто применяют феминистские методы и принципы в своих областях. Некоторые из таких предметных областей рассмотрены ниже.

### Тело человека
В западной философии тело исторически ассоциировалось исключительно с женщинами, тогда как мужчины ассоциировались с разумом. Философ-феминистка Сьюзан Бордо в своих трудах развивает дуалистическую природу связи между разумом и телом, исследуя идеи Аристотеля, Гегеля и Декарта, показывая, как такие отличительные бинарные элементы, как дух / материя и мужская активность / женская пассивность приводили к закреплению гендерных характеристик и категоризации. Бордо указывает, что мужчины исторически ассоциировались с интеллектом, разумом или духом, в то время как женщины долгое время ассоциировались с телом и чувственностью. Представление о том, что с женщинами ассоциируется тело, а не разум, служило оправданием объективизации женщин, то есть восприятия их как собственности и даже товара. Этот подход контрастирует с ролью мужчин как морального агента, ответственного за работу, участие в войнах и т. п.

### Язык
Женщины-писательницы обращают внимание на засилье мужского гендерного языка, который может не соответствовать пониманию жизни женщин. В качестве примеров такого рода теоретики феминизма приводят использование слова выражения «Бог-Отец», используемое в Библии. Теоретики-феминистки пытаются исправить положение с помощью реструктуризации языка. Например, путём введения неологизмов, таких как «womyn» и womxn. Некоторые теоретики-феминистки предлагают применять названия профессий без указания на пол, например, офицер полиции, а не полицейский. Некоторые теоретики-феминистки переработали и переопределили такие сленговые слова, как dyke («лесбу́ха») и bitch («су́ка») и внесли их новые определения в феминистские словари.

### Психология
Феминистская психология — это форма психологии, сосредоточенная на гендерных вопросах. Феминистская психология критикует тот факт, что исторически психологические исследования проводились с точки зрения мужчин в предположении того, что именно мужчины являются нормой. Со своей стороны психологи-феминистки ориентируются на ценности и принципы феминизма. Первой известной женщиной-психологом была Этель Денч Паффер Хоуз. Одна из основных психологических теорий, теория отношений и культуры, основана на работе Джин Бейкер Миллер. Феминистская психология стремится доказать, что «проблема заключается не в женщинах, а в том, как современная культура их трактует».

### Психоанализ
Хотя феминистский психоанализ во многом основан на работах Фрейда и его психоаналитических теориях, делается важная оговорка. А именно, то, что понятие пола человека является не биологическим, а основано на психосексуальном развитии человека (см. гендер). Феминистки-психоаналитики считают, что гендерное неравенство исходит из ранних детских переживаний, которые требуют от мужчин быть мужественными, а женщин женственными. Далее утверждается, что гендер ведёт к социальной системе, в которой доминируют мужчины, что, в свою очередь, влияет на индивидуальное психосексуальное развитие. В качестве решения некоторые предлагали избегать гендерно-специфической структуризации совместного обучения. С последних 30 лет XX века современные французские психоаналитические теории представлены такими психоаналитиками, как Юлия Кристева, Мод Маннони, Люс Иригарай и Браха Эттингер. Эти учёные во многом повлияли не только на феминистскую теорию, но и на философскую трактовку феминизма и на психоанализ в целом. Эти французские ученые в основном следуют учению Жака Лакана. Другими психоаналитиками и теоретиками феминизма, обогатившими психоанализ, являются Джессика Бенджамин, Жаклин Роуз, Рейнджана Ханна и Шошана Фельман.

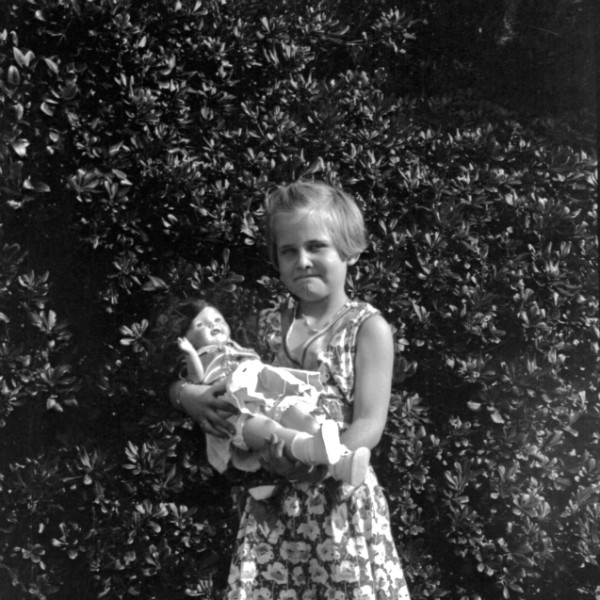
Девочка с куклой

### Литературная критика
Феминистская литературная критика — это литературная критика, основанная на феминистских теориях. Эта критика представлена классическими работами авторов-женщин, таких как Джордж Элиот, Вирджиния Вульф и Маргарет Фуллер, а также современными работами по женским исследованиям и гендерными исследованиями представителей «третьей волны феминизма».
В самых общих чертах феминистская литературная критика до 1970-х годов была связана с политикой женского авторства и анализом положения женщин в литературе. С появлением более сложных концепций пола и субъективности, феминистская литературная критика исследует множество различных тем. Гендер рассматривается в терминах фрейдистского и лакановского психоанализа как часть деконструкции существующих властных отношений.

### Теория кино
Многие феминистские кинокритики, такие как Лаура Малви, указывали на «мужской взгляд», который преобладает в классическом голливудском кинопроизводстве. Благодаря использованию различных приёмов кинематографа, таких как обратная съёмка, зрителей приобщают к точке зрения главного героя-мужчины. Примечательно, что женщины действуют как объекты этого взгляда гораздо чаще, чем как доверенные лица для зрителя. Теория феминистского кино последних двадцати лет находится под сильным влиянием общей трансформации в области эстетики, включая новые возможности артикуляции взгляда, предлагаемые психоаналитическим французским феминизмом, такие как женский, материнский и матричный взгляд Брахи Эттингер.

### История искусства
Линда Нохлин и Гризельда Поллок — известные историки искусства, пишущие о современных художницах и современных художниках и формулирующие историю искусства с феминистской точки зрения. Поллок работает с французским психоанализом и, в частности, с теориями Кристевой и Эттингера, чтобы предложить новые взгляды как на историю искусства, так и на современное искусство, уделяя особое внимание вопросам травмы и трансгенерационной памяти в работах женщин-художников. Заметный вклад в историю искусства внесли феминистки: Норма Брауде, Мэри Гаррард, Амелия Джонс, Мике Баль, Кэрол Дункан,Линда Нид, Лиза Тикнер, Тамар Гарб, Робинсон, Хилари и Кэти Дипуэлл.

### История
Феминистки считают, что история человечества, написанная, в основном, мужчинами, страдает гендерной предвзятостью. Так, известная британская феминистка Кэролайн Перес пишет:

Вся история человечества содержит существенный пробел. Начиная с истории о мужчине-охотнике, хроникеры и историки практически не уделяли внимания женщинам и их роли в эволюции человеческого рода. Человечество как будто состояло из одних мужчин. История второй половины человечества покрыта завесой молчания.

Феминистская история занимается переосмыслением истории с феминистской точки зрения. Это не то же самое, что история феминизма, которая очерчивает истоки и эволюцию феминистского движения. Она также отличается от женской истории, в которой основное внимание уделяется роли женщины в исторических событиях. Цель феминистской истории — исследовать и освещать женский взгляд на историю через повторное открытие женщин-писательниц, художников, философов и т. д., с тем чтобы восстановить справедливость в отношении роли женщин в прошлом.

### География
Феминистская география часто рассматривается как часть более широкого постмодернистского подхода к предмету, который в первую очередь не связан с развитием концептуальной теории как таковой, а, скорее, фокусируется на реальном опыте людей и групп в их собственных местах, на географических регионах, в которых они живут внутри своих сообществ. Помимо анализа реального мира, феминистская география критикует существующие географические и социальные исследования, утверждая, что существующая наука заражена патриархатом и что современные исследования, также отражают мужскую предвзятость учёных-мужчин.

### Философия
Феминистской философией называют исследования, выполненные с феминистской точки зрения. Такая философия использует методы философии для продвижения дела феминизма, она также пытается критиковать и/или переоценивать идеи традиционной философии с позиций феминизма. Эта критика проистекает из дихотомии, которую западная философия привносит в изучение феноменов разума и тела. В отличие от других научных дисциплин, особой школы феминистской философии не существует. Взгляды философов-феминисток можно найти в различных традициях. Философы-феминистки придерживаются различных точек зрения на философские вопросы в рамках этих традиций. Философы-феминистки могут принадлежать ко многим различным разновидностям феминизма. Наиболее значительное влияние на современную феминистскую философию оказали работы Джудит Батлер, Рози Брайдотти, Донны Харауэй, Браха Эттингер и Авиталь Ронелл.

### Политология
Феминистская политическая теория — это недавно появившаяся область политической науки, в которой основное внимание уделяется гендерным и феминистским темам в исследовании государства, общественных институтов и политики. Она ставит под сомнение «современную политическую теорию, в которой преобладает универсалистская либеральная идея о безразличии к гендерным или другим различиям в идентичности и поэтому не спешит с исследованием этих вопросов».
Феминистские взгляды вошли в международные отношения в конце 1980-х, примерно в то же время, когда закончилась холодная война. Это совпадение не было случайным, поскольку в течение предыдущих сорока лет главной темой международной политики был конфликт между США и СССР. После окончания холодной войны в повестке международных отношений появилось много новых вопросов. Феминистки начали подчёркивать, что хотя женщины всегда были заметными игроками в международной системе, их участие часто ассоциировалось с неправительственными организациями. Однако они также могли участвовать в процессе принятия решений на межгосударственном уровне, как и мужчины. До недавнего времени роль женщин в международной политике сводилась к тому, чтобы быть женами дипломатов, нянями, которые уезжают за границу в поисках работы или секс-работниками, которых продают через международные границы. Вклад женщин не наблюдался в областях, где важную роль играет грубая сила, например, в военной сфере. В настоящее время женщины приобретают всё большее значение в сфере международных отношений, занимая видные посты в правительствах, дипломатии и т. д. Несмотря на препятствия для продвижение по службе, в настоящее время женщины занимают 11 % мест в Комитете по международным отношениям Сената США и 10,8 % мест в палате представителей. В Государственном департаменте США женщины составляют 29 % руководителей миссий и 29 % руководящих должностей в USAID.

### Экономика
Феминистская экономика в широком смысле относится к развивающейся отрасли экономики, которая применяет феминистские идеи к экономике. Исследования в этой области часто бывают междисциплинарными и/или неортодоксальными. Эта отрасль экономики включает в себя дебаты об отношениях между феминизмом и экономикой на многих уровнях: от применения основных экономических методов к малоизученным «женским» областям, до того, как основная экономика оценивает репродуктивный сектор, а также философскую критику экономической эпистемологии и методологии.
Одна из важных проблем, которую исследуют экономисты-феминистки, заключается в том, что валовой внутренний продукт (ВВП) не может адекватно измерять неоплачиваемый труд, выполняемый преимущественно женщинами, такой как работа по дому, уход за детьми и уход за пожилыми людьми . Экономисты-феминистки также критикуют методические подходы экономической теории, включая модель Homo economicus. В «Справочнике домработницы» Бетси Уорриор приводит убедительный аргумент в пользу того, что воспроизводство и домашний труд женщин составляют основу экономического выживания. Однако этот труд остается без вознаграждения и не включается в ВВП. По словам Уорриор: «Экономика в том виде, в каком она представлена сегодня, лишена какой-либо реальной основы, поскольку она не учитывает саму основу экономической жизни. Этот фундамент построен на женском труде; во-первых, её репродуктивный труд, который производит каждого нового рабочего (и первый товар, которым является материнское молоко и который питает каждого нового „потребителя / рабочего“); во-вторых, женский труд состоит из уборки, приготовления пищи, ведения переговоров о социальной стабильности и воспитания, который готовит к выходу на рынок новых работников. Без этого основного труда и товара не было бы экономической деятельности». Уорриор также отмечает, что доход от незаконной деятельности, такой как торговля оружием, наркотиками и людьми, политическое взяточничество и другие виды подпольной деятельности, которой заняты, в основном, мужчины, также не учитывается статистикой, что ещё больше снижает показатели ВВП. Даже в тех отраслях теневой экономики, где женщины преобладают численно, например, в проституции и домашнем рабском труде, большая часть доходов достается мужчинам (сутенёрам, главарям оргпреступности и т. п.).
Сторонники этой теории сыграли важную роль в создании альтернативных моделей, таких как capability approach и включении гендерных аспектов в анализ экономических данных.

### Право
Феминистки различных направлений имеют различные взгляды на то, каким должно быть право. Большой вклад в феминистскую теорию права внесли либеральные, культурные, радикальные и постмодернистские феминистки, предложив различные модели ликвидации женского угнетения в законе.

### Комментарии
1. ↑  Женщины в то время не могли голосовать, не имели права владеть имуществом и занимали подчиненное положение в браке
2. ↑  Womyn (мн. число — wimin) и womxn — новые слова английского, предложенные феминистками для понятия женщина вместо общепринятого woman.
3. ↑  В английском языке слово «полицейский» (англ. Policeman) имеет выраженную гендерную окраску

### Сноски
1. 1 2  Chodorow, Nancy J., Feminism and Psychoanalytic Theory (Yale University Press: 1989, 1991)
2. ↑  Brabeck, Mary. Feminist theory and psychological practice // Shaping the Future of Feminist Psychology: Education, Research, and Practice / Mary Brabeck, Laura Brown. — Washington, D.C. : American Psychological Association, 1997. — P. 15–35. — ISBN 1-55798-448-4. — doi:10.1037/10245-001.
3. ↑  Gilligan, Carol, 'In a Different Voice: Women’s Conceptions of Self and Morality' in Harvard Educational Review (1977)
4. 1 2  Lerman, Hannah, Feminist Ethics in Psychotherapy (Springer Publishing Company, 1990) ISBN 978-0-8261-6290-8
5. ↑  Pollock, Griselda. Looking Back to the Future: Essays on Art, Life and Death. G&B Arts. 2001. ISBN 90-5701-132-8
6. ↑  de Zegher, Catherine. Inside the Visible. Massachusetts: MIT Press 1996
7. ↑  Armstrong, Carol and de Zegher, Catherine. Women Artists at the Millennium. Massachusetts: October Books / MIT Press 2006. ISBN 0-262-01226-X
8. ↑  Arnold, Dana and Iverson, Margaret (Eds.). Art and Thought. Blackwell. 2003. ISBN 0-631-22715-6
9. ↑  Florence, Penny and Foster, Nicola. Differential Aesthetics. Ashgate. 2000. ISBN 0-7546-1493-X
10. ↑  «The Changing Woman» (Navajo Origin Myth). Feminist Theory: A Reader. 2nd Ed. Edited by Kolmar, Wendy and Bartowski, Frances. New York: McGraw-Hill, 2005. 64.
11. ↑  Truth, Sojourner. «Ain’t I a Woman». Feminist Theory: A Reader. 2nd Ed. Edited by Kolmar, Wendy and Bartowski, Frances. New York: McGraw-Hill, 2005. 79.
12. ↑  Anthony, Susan B. «Speech After Arrest for Illegal Voting». Feminist Theory: A Reader. 2nd Ed. Edited by Kolmar, Wendy and Bartowski, Frances. New York: McGraw-Hill, 2005. 91-95.
13. ↑  Cott, Nancy F. The Grounding of Modern Feminism. New Haven: Yale University Press, 1987
14. ↑  Mitchell, Juliet. Psychoanalysis and Feminism: Freud, Reich, Laing, and Women. New York 1975
15. ↑  Stocking, George W. Jr. After Tylor: British Social Anthropology, 1888—1951. Madison, Wisconsin 1995
16. ↑  Le Deuxième Sexe (online edition). Дата обращения: 17 августа 2007. Архивировано 24 августа 2007 года.
17. ↑  Moi, Toril. What is a Woman? And Other Essays. Oxford 2000
18. ↑  Bergoffen, Debra B. The Philosophy of Simone de Beauvoir: Gendered Phenomenologies, Erotic Generosities. SUNY 1996 ISBN 0-7914-3151-7
19. ↑  Rich, Adrienne. Of Woman Born: Motherhood as Experience and Institution New York 1976
20. ↑  French, Marilyn. Beyond Power: On Women, Men, and Morals. New York 1985
21. ↑  Reed, Evelyn. Woman’s Evolution: From Matriarchal Clan to Patriarchal Family. New York, 1975
22. ↑  Jean Baker Miller Архивировано 20 июля 2012 года.
23. ↑  Showalter, Elaine. 'Toward a Feminist Poetics: Women’s Writing and Writing About Women' in The New Feminist Criticism: Essays on Women, Literature and Theory (Random House, 1988), ISBN 978-0-394-72647-2
24. ↑  Moi, Toril, Sexual/Textual Politics (Routledge, 2002), ISBN 978-0-415-28012-9
25. ↑  Zajko, Vanda and Leonard, Miriam (eds.), Laughing with Medusa (Oxford, 2006) ISBN 978-0-199-27438-3
26. ↑  Bordo, Unbearable Weight, p. 4
27. ↑  Crawford, M. & Unger, R. (2000). Women and Gender: A feminist psychology (3rd ed.). Boston, MA: McGraw-Hill Companies Inc.
28. ↑  Biography of Dr. Jean Baker Miller. Changing the Face of Medicine. Дата обращения: 12 мая 2016. Архивировано 24 марта 2016 года.
29. ↑  Kristeva, Julia, Toril Moi (Ed.), 'The Kristeva Reader'. NY: Columbia University Press, 1986. ISBN 0-231-06325-3
30. ↑  Irigaray, Luce, 'Key Writings'. London: Continuum. ISBN 0-8264-6940-X
31. ↑  Irigaray, Luce, Irigaray, Luce, 'Sexes and Genealogies'. Columbia University Press. 1993.
32. ↑  Ettinger, Bracha, 'The Matrixial Borderspace'. (Essays from 1994—1999), University of Minnesota Press 2006. ISBN 0-8166-3587-0.
33. ↑  Theory, Culture and Society, Vol. 21 num. 1, 2004. ISSN 0263-2764
34. ↑  Vanda Zajko and Miriam Leonard (eds.), 'Laughing with Medusa'. Oxford University Press, 2006. 87-117. ISBN 0-19-927438-X
35. ↑  Jessica Benjamin, The Bonds of Love. London: Virago, 1990.
36. ↑  «Dora: Fragment of an Analysis» in: In Dora’s Case. Edited by Berenheimer and Kahane, London: Virago, 1985.
37. ↑  Khanna, Ranjana. Dark Continents: Psychoanalysis and Colonialism. — Duke University Press, 2003. — ISBN 978-0822330677. Архивная копия от 1 августа 2020 на Wayback Machine
38. ↑  Felman, Shoshana. What Does a Woman Want. — Johns Hopkins University Press, 1993. — ISBN 9780801846205.
39. ↑  Humm, Maggie, Modernist Women and Visual Cultures. Rutgers University Press, 2003. ISBN 0-8135-3266-3
40. 1 2  Barry, Peter, 'Feminist Literary Criticism' in Beginning theory (Manchester University Press: 2002), ISBN 0-7190-6268-3
41. ↑  Chaudhuri, Shohini, Feminist Film Theorists (Routledge, 2006) ISBN 978-0-415-32433-5
42. ↑  Mulvey, Laura 'Visual Pleasure and Narrative Cinema' in Feminism and Film Theory. Ed. Constance Penley (Routledge, 1988)Archived copy. Дата обращения: 5 августа 2007. Архивировано из оригинала 3 ноября 2005 года.
43. ↑  Humm, Maggie, Feminism and Film. Indiana University press, 1997. ISBN 0-253-33334-2
44. ↑  Gutierrez-Arbilla, Julian Daniel, Aesthetics, Ethics and Trauma in the Cinema of Pedro Almodovar. Edinburgh University press, 2017. ISBN 978-1-4744-3167-5
45. ↑  Nochlin, Linda, «„Why have There Been No Great Women Artists?“ Thirty Years After». In: Armstrong, Carol and de Zegher, Catherine (eds). Women Artists as the Millennium. Cambridge Massachusetts: October Books, MIT Press, 2006. ISBN 978-0-262-01226-3
46. ↑  Parker, Roszika and Pollock, Griselda Old Mistresses: Women, Art and Ideology London and New York: Pandora, 1981.
47. ↑  Griselda Pollock, Looking Back to the Future. New York: G&B New Arts Press, 2001. ISBN 90-5701-132-8
48. ↑  Griselda Pollock, Encounters in the Virtual Feminist Museum: Time, Space and the Archive. Routledge, 2007. ISBN 0-415-41374-5
49. ↑  Perez, 2020, Предисловие, с. 5.
50. ↑  Cain, William E., ed. Making Feminist History: The Literary Scholarship of Sandra M. Gilbert and Susan Gubar (Garland Publications, 1994)
51. ↑  Laslitt, Barbara, Ruth-Ellen B. Joeres, Krishan Sharma, Evelyn Brooks Higginbotham, and Jeanne Barker-Nunn, ed. History and Theory: Feminist Research, Debates, Contestations (University of Chicago Press, 1997)
52. ↑  Lerner, Gerda, The Majority Finds Its Past: Placing Women in History (Oxford University Press, 1981)
53. ↑  Pollock, Griselda. Generations and Geographies in the Visual Arts. London: Routledge, 1996. ISBN 0-415-14128-1
54. ↑  . de Zegher, Catherine and Teicher, Hendel (Eds.) 3 X Abstraction. New Haven: Yale University Press, 2005. ISBN 0-300-10826-5
55. ↑  Rose, Gillian, Feminism and Geography: The Limits of Geographical Knowledge Архивировано 17 августа 2018 года. (Univ. of Minnesota Press, 1993)
56. ↑  Moss, Pamela, Feminisms in Geography: Rethinking Space, Place, and Knowledges (Rowman & Littlefield Publishers, 2007) ISBN 978-0-7425-3829-0
57. ↑  Welchman, John C., Rethinking Borders. Macmillan, 1996 ISBN 0-333-56580-0
58. ↑  Rée, Jonathan. The Concise Encyclopedia of Western Philosophy / Jonathan Rée, Urmson, J.O.. — 3rd. — London : Routledge, 2005. — P. 143–145. — ISBN 978-0-203-64177-4.
59. ↑  Véronique Mottier, Feminist analyses of the state Архивная копия от 27 августа 2007 на Wayback Machine, Feminist political theory, University of Essex. Retrieved on 1-10-2010
60. ↑  WOMEN@IR – WeBIND: A Network to Promote Women Leadership in International Relations. Institute for Women's Policy Research. Дата обращения: 2 января 2020. Архивировано из оригинала 2 января 2020 года.
61. ↑  Barker, Drucilla K. and Edith Kuiper, eds. 2003. Toward a Feminist Philosophy of Economics Архивная копия от 1 августа 2020 на Wayback Machine. London and New York: Routledge.
62. ↑  Radical Feminism: A Documentary Reader, By Barbara A. Crow, Housework: Slavery or a Labor of Love, p 530, NYU Press 2000
63. ↑  Waring, Marilyn, If Women Counted: A New Feminist Economics Архивная копия от 17 апреля 2012 на Wayback Machine,San Francisco: Harper & Row, 1988.
64. ↑  Marianne A. Ferber and Julie A. Nelson, Beyond Economic Man: Feminist Theory and Economics Архивная копия от 1 августа 2020 на Wayback Machine, Chicago: University of Chicago Press, 1993. Marianne A. Ferber and Julie A. Nelson, Feminist Economics Today: Beyond Economic Man, Chicago: University of Chicago Press, 2003.
65. ↑  "A Modest Herstory" of Betsy Warrior. Дата обращения: 10 ноября 2015. Архивировано 20 ноября 2015 года.
66. ↑  Lowrey, Annie (12 марта 2014). In-Depth Report Details Economics of Sex Trade. The New York Times. Архивировано 18 августа 2017. Дата обращения: 21 февраля 2017.
67. ↑  Power, Marilyn. «Social Provisioning as a Starting Point for Feminist Economics» Feminist Economics. Volume 10, Number 3. Routledge, November 2004.
68. ↑  Levit, Nancy. Feminism for men: Legal Ideology and the Construction of Maleness (англ.) // UCLA Law Review. — 1996. — Vol. 43, no. 4.